# مطالب شعب
مطالب شعب
- كلمات :أحمد شفيق كامل
- لحن : كمال الطويل
- غناء : عبد الحليم حافظ
- إنتاج :1962

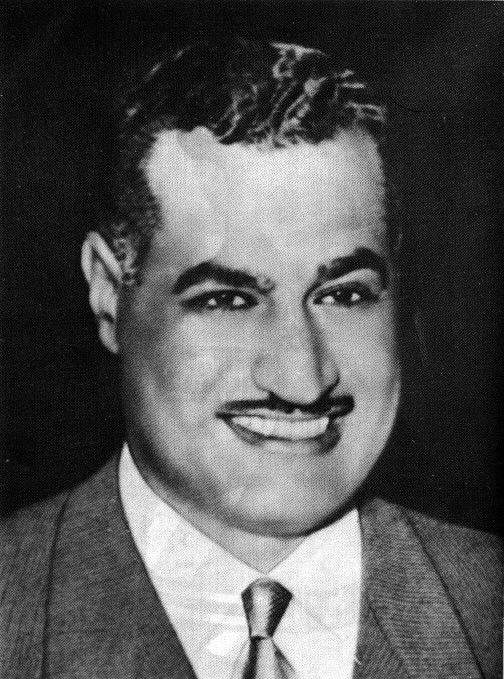
جمال عبد الناصر

المقدمة: مقتطفات من خطابات جمال عبد الناصر
- النهارده بعد عشر سنوات من الثورة اقدر أقول إن هذا الجيل جاء في موعده مع القدر إن هذا الجيل من شعب مصر العربي، استطاع أن يحقق في عمره كل ما كانت تتطلع إليه أجيال سابقة لقد كان 23 يوليو سنة 52 بدء تاريخ جديد لهذة الأمة الثائرة المناضلة
- نجحنا في القضاء على الاستعمار وأعوان الاستعمار
- باسم الأمة تُأمم الشركة العالمية لقناة السويس البحرية شركة مساهمة مصرية
- أيها الإخوة لقد فرض علينا القتال ولكن باسم شعب مصر باسمكم جميعاً أعلن للعالم أجمع أنه لم يوجد من يفرض علينا الاستسلام
- في بورسعيد وقف الشعب المصري كتب صفحات ناصعة نفتخر بها على مر الزمن وقف الشبان 11 سنة و12 سنة فـ ايدهم البنادق وفـى ايدهم السلاح بيحاربم واثبت هذا الشعب إنه يستطيع أن يهزم قوى الطغيان ويستطيع أن يحول دول كبرى إلى دول من الدرجة التانية ودول من الدرجة التالتة
- اليوم أيها الإخوة بعد عشر سنوات أقول لكم كل سنة وانتم طيبين والله يوفقكم ايها الإخوة والسلام عليكم ورحمة الله

كلمات الأغنية
هندسها جمال وحنبنيها وهنطلع فوق السما بيها
حبيبتنا بلدنا إللي كنوزها رجعت لأصحابها وأهاليها
بلد الأحرار كلها ثوار ولا كلمة لغير شعبها فيها ... ولا كلمة
طريق الثورة طريق النصر... عاش الجيش وتعيشي يامصر
طريق الثورة طريق النصر... عاش الجيش وتعيشي يامصر
من يــوم مـ انتصرت ثورتنا مع جيلنا وحارس عروبتنا
ويوماتي في نصر جديد طـالع مع كل صبـاح علـى أمتنا
أمة أحرار كلها ثوار ولا كلمة لغير شعبها فيها ... ولا كلمة
ياللي العروبة محوشاك لآمال الكبيرة
ياللي القدر باعث معـاك أمجـاد كتيرة
النهارده .. النهارده .. واحنا عايشيين الانتصارده
النهارده وكل عامل له نصيبه في مصنعه
النهارده وكل فــلاح لـه قيراطه بيـزرعه
النهارده وخير بلدنا كلها للشعب للشعب كله بأجمعه
بالعمل بالدم .. حنصون انتصارنا
كل واحد فينا ناصر يحمي ديارنا يحمي ديارنا
باسم الشعب يابطل الشعب ..باسم الشعب يابطل الشعب
باسم الشعب العربي بحاله .. باسم كفاحه وباسم أماله
باسـم الشعـب إللي إنتا حبيبه وحبـه فـ قلـــبك
باسم تاريخنا ومستقبلنا جاي أطالبك جاي أطالبك
عايزين عايزين يا جمال عايزين
عايزين عايزين يا أمــل ملايين
باسم اللاجئ باسم حقوقه في فلسطين
باسم دمــانا بالشهدا بالفدائيين
عايزين عايزين يا جمال عايزين
عايزين عايزين يا أمــل ملايين
عايزين عايزين يا أمــل ملايين العودة العودة لأراضيينا
نرجع وياك للقدس هناك ولحيفا ويافا تعود بينا
قدها وقدود يا بطل موعود .. قدها وقدود يا بطل موعود
قدها وقدود يا بطل موعود يا حبيب الشعب يا ناصر يا ناصر يا ناصر
باسم فجر النصر..باسم فجر النصر فوق أرض الجزاير
باسم أعظم مجد صنعه شعب ثاير
عايزين عايزين يا جمال عايزين
عايزين عايزين يا أمــل ملايين
عايزين عايزين يا أمل ملايين انتا إللي توحد كلمتهم
والأخ الأكبر مين غيره بالحب يجمع قوتهم
قدها وقدود يا بطل موعود .. قدها وقدود يا بطل موعود
قدها وقدود يا بطل موعود يا حبيب الشعب يا ناصر يا ناصر يا ناصر
باسم تاريخنا وقوميتنا وانتصاراتنا على الرجعية
باسم حيادنا باسم الحاضر باسم أمل أجيالنا الجاية
باسم تاريخنا ومستقبلنا وانتصاراتنا على الرجعية
باسم تاريخنا باسم الحاضر باسم أمل أجيالنا الجاية
عايزين عايزين يا جمال عايزين
عايزين عايزين يا أمــل ملايين
عايزين عايزين يا أمل ملايين الوحدة الكبرى نعيش بيها
وحدة اشتراكية عربية بكفاية وعزم نقويها
الوحدة كانت قبل سوريا وقبل مصر
الوحدة باقية بعد سوريا وبعد مصر
لا انتهازية ولا رجعية
شعب واحد أمل واحد
الوحدة فكرة .. الوحدة دين .. وإيمان بيملا كل قلب
الوحدة مش حكام ورجعية وخيانة الوحدة شعب الوحدة شعب
قدها وقدود يا بطل موعود .. قدها وقدود يا بطل موعود
قدها وقدود يا بطل موعود يا حبيب الشعب يا ناصر يا ناصر يا ناصر
باسم شعوب باندونج الثايرة على التبعية
باسم أمل أفريقيا وآسيا في الحرية
باسم حيادنا باسم سلام ميحبش حرب
باسم تاريخنا باسم الخير يا جمال والحب
عايزين عايزين يا جمال عايزين
عايزين عايزين يا أمــل ملايين
عايزين عايزين يا أمل ملايين يا ضمير الخير في البشرية
تبقى إنتا الثورة في الدنيا ضد الطغيان والعبودية
قدها وقدود يا بطل موعود .. قدها وقدود يا بطل موعود
قدها وقدود يا بطل موعود يا حبيب الشعب يا ناصر يا ناصر يا ناصر
يا واخدنا لنور الحرية لطريق أمجادنا القومية
يا قايدها لهيب من أعصابك من قلبك من دم شبابك
زودنا الحمل على كتافك وطلبنا وتعيش تعيش تعيش ونطالبك يا ناصر